# Stabsläge
Stabsläge är ett beredskapsläge där ledning eller nyckelfunktioner samlas och utvärderar information, beredda att snabbt sätta igång verksamhet. Begreppet används bland annat inom SÄPO, sjukvård, polis och kommuner. Polisen arbetar i stabsläge bland annat vid Nobelfesten.
I svensk sjukvård är stabsläge den lägsta av tre nivåer av höjd beredskap. Det innebär då att en särskild sjukvårdsledning (stab) håller sig underrättad om läget, vidtar nödvändiga åtgärder och följer händelseutvecklingen. De två ytterligare beredskapslägen som finns inom hälso- och sjukvården är förstärkningsläge och katastrofläge.